# ТЕС Сантурці
ТЕС Сантурці – теплова електростанція на півночі Іспанії. 
Майданчик почав роботу конденсаційна електростанція, що в 1969 та 1972 роках отримала два блоки з паровими турбінами потужністю 377 та 541 МВт відповідно. 
В якийсь момент ввели в дію третю чергу, що мала встановлену на роботу у відкритому циклі газову турбіну потужністю 17 МВт.
В 2005 році на майданчику станції ввели в дію парогазовий блок комбінованого циклу потужністю 400 МВт, в кожному одна газова турбіна живить через котел-утилізатор одну парову турбіну.
Поява сучасних потужностей дозволила в 2009-му вивести старі черги з експлуатації.
Станцію спорудили з розрахунку на використання мазуту. В якийсь момент блок №1 перевели на природний газ, що надходить до регіону по газопроводу Бергара – Більбао та з 2003-го через термінал для імпорту зрідженого природного газу Більбао ЗПГ. 
Для видалення продуктів згоряння конденсаційні блоки отримали димарі заввишки 156 та 186 метрів, які наразі знесено. Парогазовий блок має димар заввишки 75 метрів.
Для охолодження використовують морську воду.
Видача продукції відбувається по ЛЕП, що працює під напругою 220 кВ.